# Кулов, Кубади Дмитриевич
Кубади Дмитриевич Кулов — советский государственный и политический деятель, 1-й секретарь Северо-Осетинского областного комитета ВКП(б).

## Биография

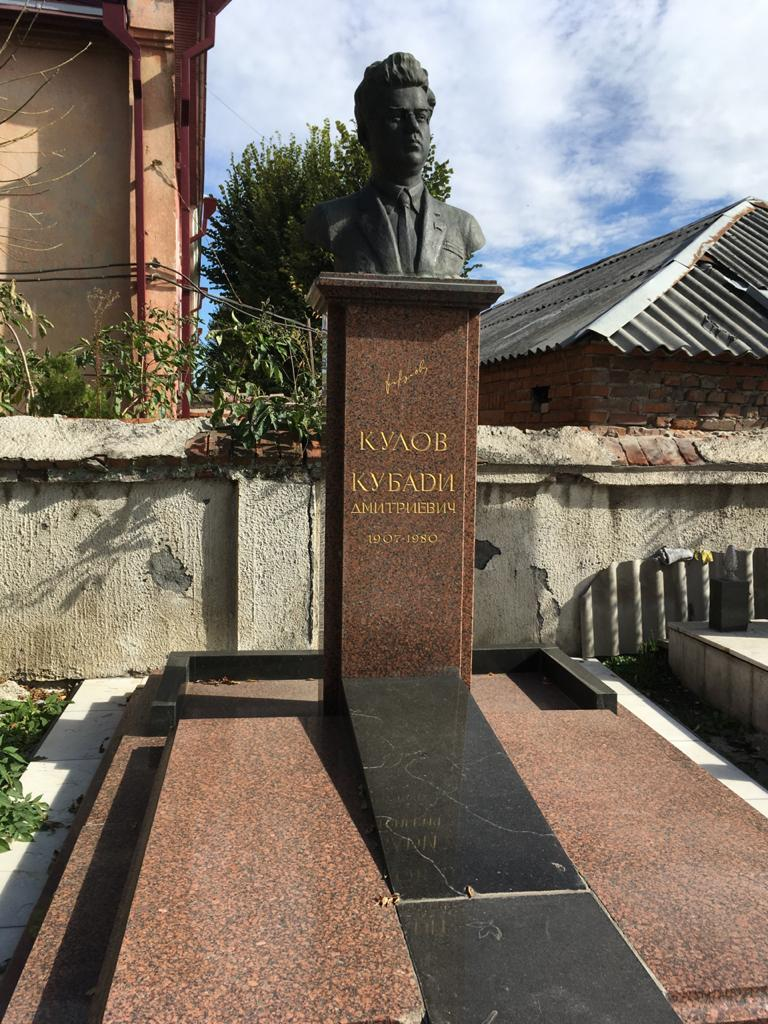
Могила Кубади Кулова в ограде Осетинской церкви. Памятник культурного наследия федерального значения.

Родился в селе Кадат в 1907 году. Член ВКП(б) с 1927 года.
С 1925 года — на общественной и политической работе. В 1925—1967 гг. — учитель начальной сельской школы, помощник прокурора, прокурор по специальным делам, заместитель прокурора Северо-Осетинской автономной области, заведующий Отделом партийной пропаганды и агитации Орджоникидзевского городского, Северо-Осетинского областного комитета ВКП(б), 2-й секретарь Северо-Осетинского областного комитета ВКП(б), и. о. председателя Исполнительного комитета Советов Северо-Осетинской АССР, председатель СНК Северо-Осетинской АССР, 1-й секретарь Северо-Осетинского областного комитета ВКП(б) — КПСС, директор Хумалагской машинно-тракторной станции.
Избирался депутатом Верховного Совета СССР 1-го, 2-го, 3-го созывов.
Умер в 1980 году во Владикавказе. Похоронен в Некрополе у Осетинской церкви.